# Gnaeus Cornelius Scipio Hispanus
Gnaeus Cornelius Scipio Hispanus vom Zweig der Scipionen aus der Gens der Cornelier war ein römischer Politiker.
Gnaeus Cornelius Scipio Hispanus war Sohn von Gnaeus Cornelius Scipio Hispallus. Er war vor 150 v. Chr. Decemvir Stlitibus Iudicandis und Militärtribun und um 150 v. Chr. Quästor. Wohl 141 v. Chr. folgte das Ädilenamt. 139 v. Chr. bekleidete er die Prätur. In dieser Funktion wies er die Astrologen (Chaldäer und Juden) aus der Stadt Rom aus.